# Tony Gakens
Tony Gakens (* 27. November 1947 in Geetbets) ist ein ehemaliger belgischer Radrennfahrer.

## Sportliche Laufbahn
Gakens war im Straßenradsport aktiv. Als Amateur holte er 1969 einen Etappensieg in der Belgien-Rundfahrt für Amateure. 1970 gewann er bei den Straßenradsport-Weltmeisterschaften die Bronzemedaille im Amateurrennen. In der nationalen Straßenmeisterschaft wurde er Vize-Meister hinter Victor Peeters und siegte im Rennen Omloop der Vlaamse Gewesten. Er gewann eine Reihe von Kriterien und Rundstreckenrennen bei den Amateuren und bei den Profis. 
Von 1970 bis 1979 war er Berufsfahrer. Mit Brüssel–Ingooigem gewann er 1972 ein traditionsreiches belgisches Eintagesrennen. 1973 siegte er im Grand Prix de Hannut. In den Niederlanden gewann er 1975 die Acht van Chaam. In der Vuelta a España 1972 war er ausgeschieden. In den Rennen der Monumente des Radsports war der 69. Platz in der Flandern-Rundfahrt 1972 sein bestes Resultat.